# Хуманитарен статут
Хуманитарен статут е вид закрила, която се предоставя на лица от държава, чиито граждани те не са. По българското законодателство съществуват четири вида закрила – убежище, статут на бежанец, хуманитарен статут и временна закрила.
Правната регламентация на предоставянето на хуманитарен статут в Република България се съдържа в Закона за убежището и бежанците, приет през 2002 г. В глава втора на този закон са посочени видовете особена закрила, като в чл. 9 е посочен именно хуманитарният статут. Съгласно чл. 9, ал. 1: „Хуманитарен статут се предоставя на чужденец, принуден да напусне или да остане извън държавата си по произход, тъй като в тази държава е изложен на реална опасност от тежки посегателства, като:
1. смъртно наказание или екзекуция;
2. изтезание или нечовешко или унизително отнасяне, или наказание;
3. тежки и лични заплахи срещу живота или личността му като гражданско лице поради насилие в случай на вътрешен или международен въоръжен конфликт.“